# 사이다이지

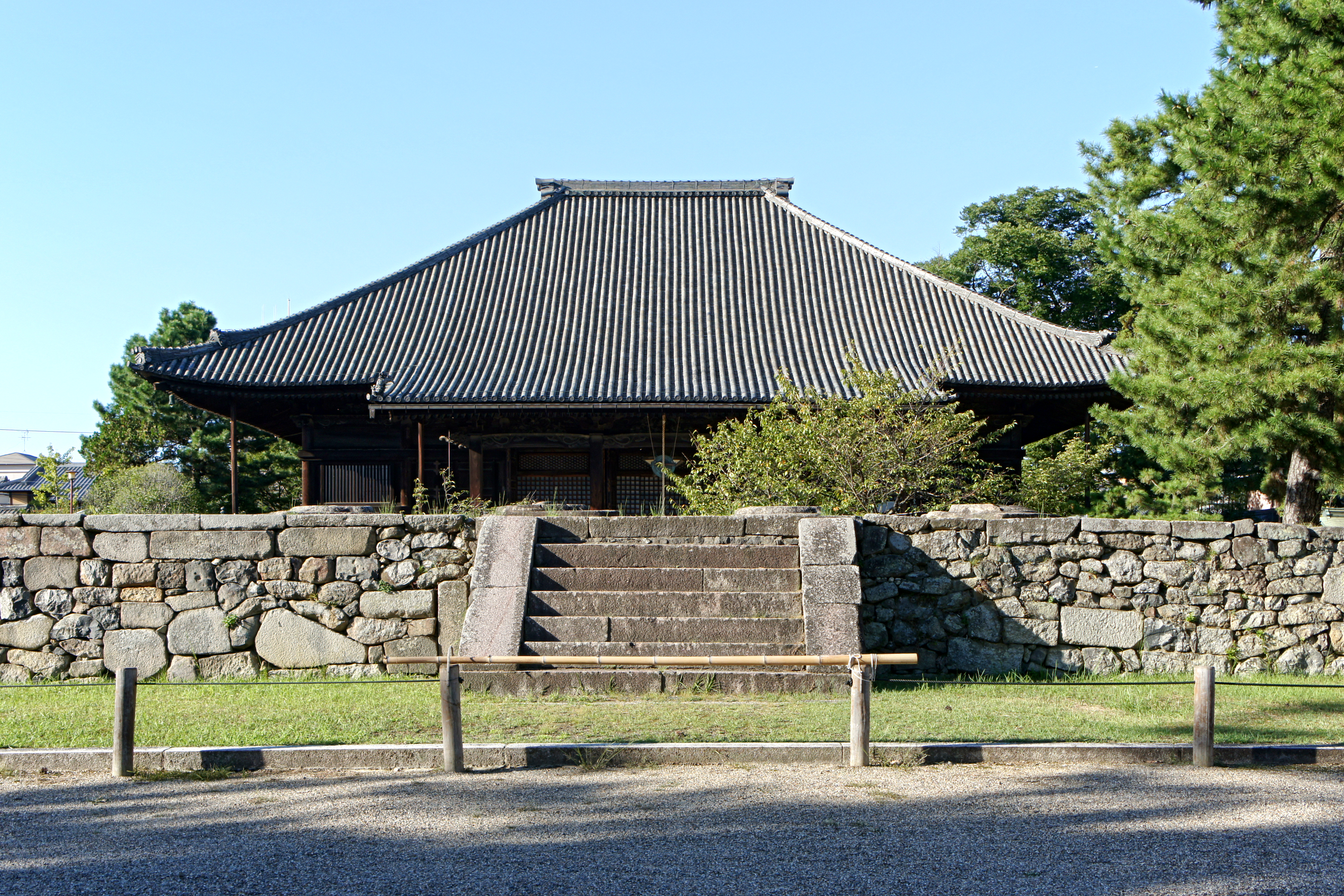
본당

사이다이지(西大寺)는 일본 나라현 나라시에 있는 불교 사원으로 남도 7대사의 하나이다. 절은 765년에 도다이지(東大寺)와 한 쌍으로 세워졌고 진언률종(真言律宗)의 총본산이다. 나라 시대에 쇼토쿠 천황의 발원으로 세워진 이래 번창했으나 헤이안 시대에 일시적으로 쇠퇴하였다가 가마쿠라 시대에 흥정보살 에이손에 의해 부흥하였다. 절의 본존은 석가여래로 1249년에 에이손이 세운 것이다. 절의 주요 건물 중 하나인 애염당에는 애염명왕상이 서있다.
사이다이지는 긴키 닛폰 철도 나라 선 야마토사이다이지 역과 가까이있다.

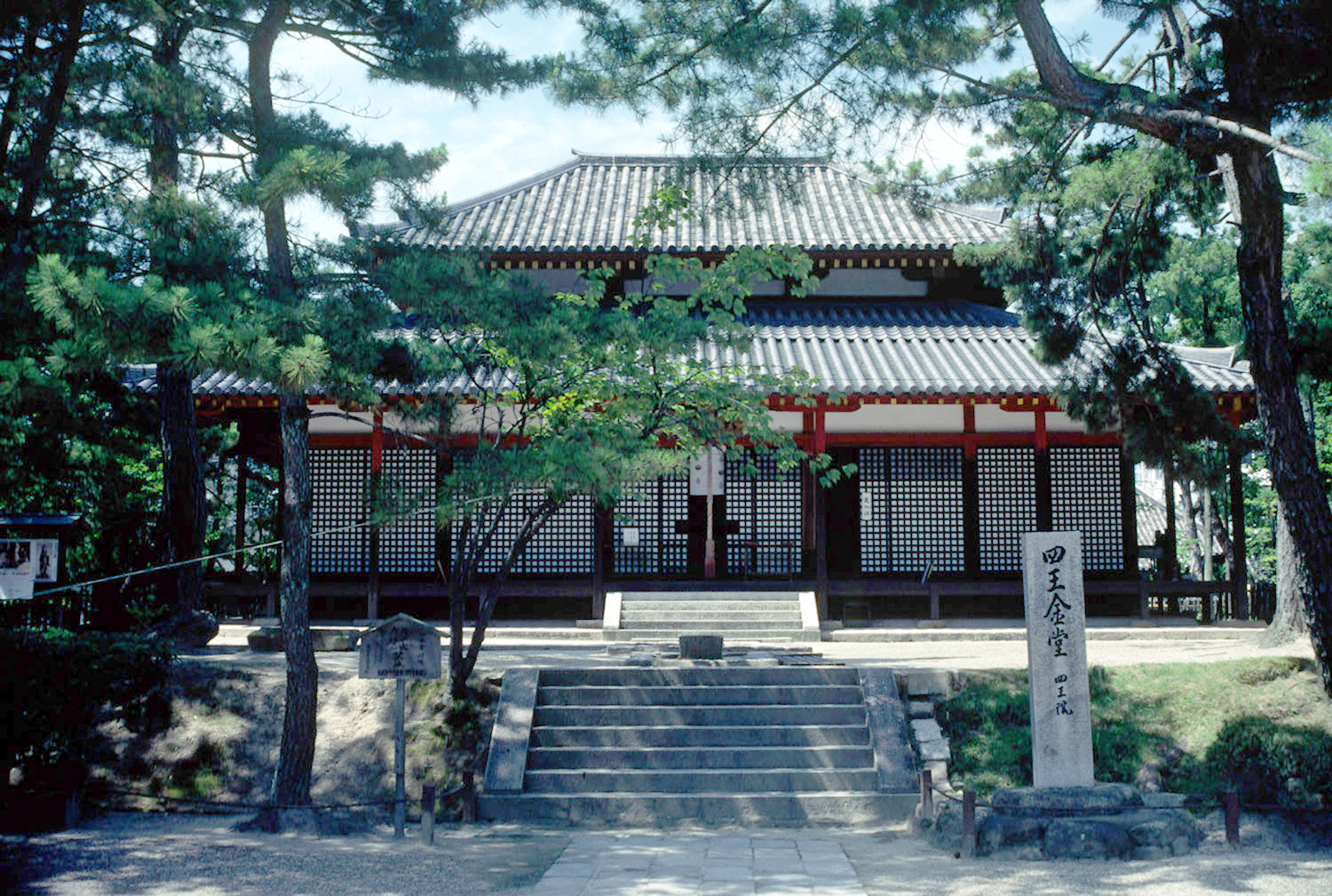
사왕당
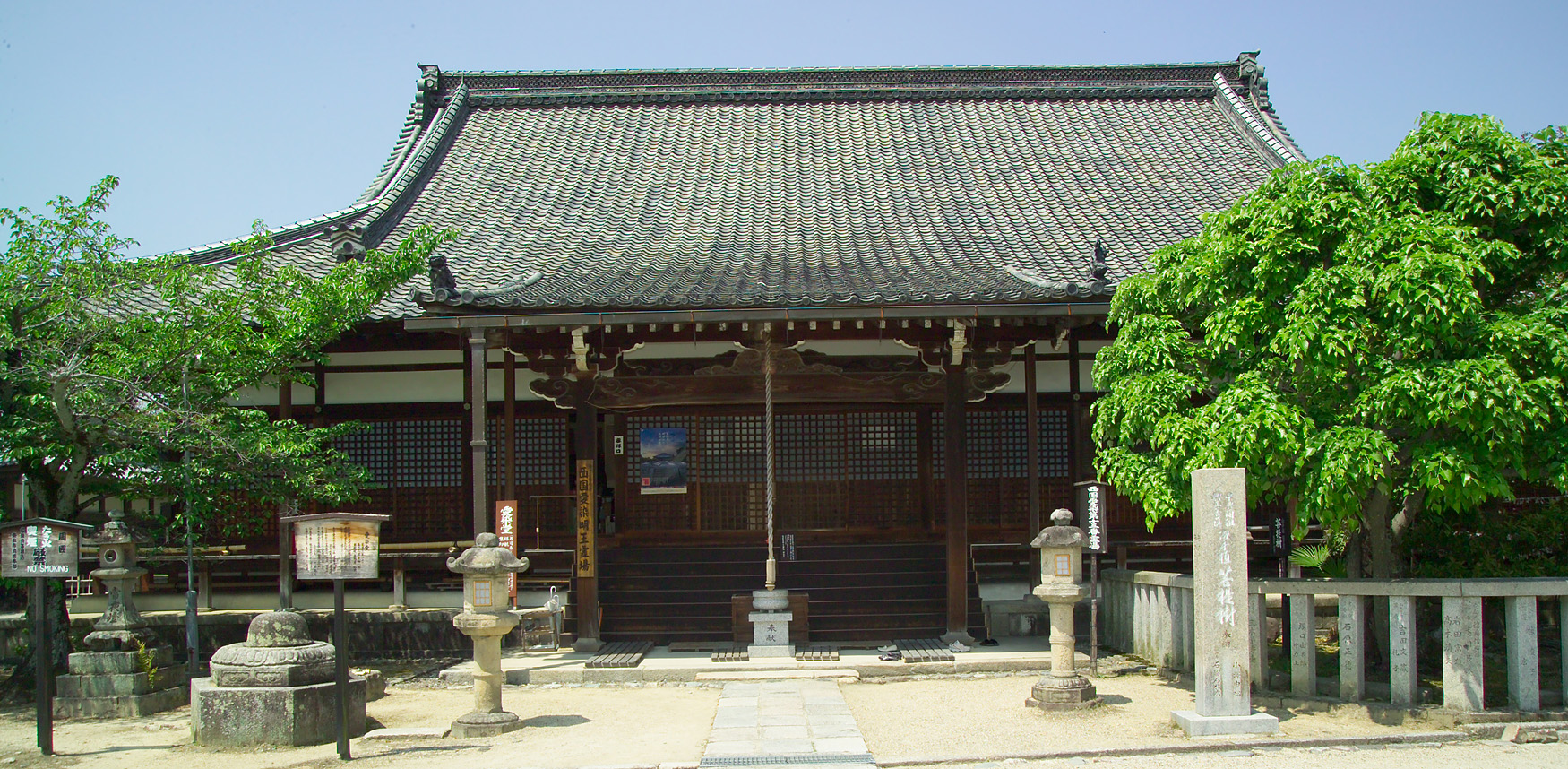
애염당

## 같이 보기
- 남도 7대사